# Buelliella physciicola
Buelliella physciicola är en lavart som beskrevs av Poelt & Hafellner 1979. Buelliella physciicola ingår i släktet Buelliella, klassen Dothideomycetes, divisionen sporsäcksvampar och riket svampar.   Inga underarter finns listade i Catalogue of Life.